# 马群街道
马群街道，面積17.75平方公里，是中华人民共和国江苏省南京市棲霞區下辖的一个乡镇级行政单位。

## 行政区划
马群街道下辖以下地区：
马群村社区、青马社区、果场社区、大庄社区、花岗社区、芝嘉花园社区、百水家园社区、百水芊城社区、宁康苑社区、润康苑社区、文康苑社区、馨康苑社区、南湾营社区、大庄村、马群村、石坝村、花岗村和青马村。